# Irene Guest
Irene Guest, född 22 juli 1900 i Philadelphia, död 14 juni 1970 i Ocean Gate, var en amerikansk simmare.
Guest blev olympisk silvermedaljör på 100 meter frisim vid sommarspelen 1920 i Antwerpen.